# Донецька обласна бібліотека для дітей
Комунальний заклад культури «Донецька обласна бібліотека для дітей» -  публічний обласний бібліотечний заклад Донецької області, що забезпечує реалізацію державної та регіональної політики у сфері культури, організовує та проводить заходи з метою активізації діяльності публічних бібліотек, в тому числі з підтримки розвитку дитячого читання, удосконалює форми і методи популяризації книги та читання.

З 20.06.2019 року (наказ Управління культури і туризму Донецької облдержадміністрації № 78-од/193/19) є методичним, консультативним та координаційним центром для мережі публічних бібліотек Донецької області у зв’язку з покладеними на неї функціями обласної універсальної наукової бібліотеки.

Новітня історія Донецької обласної бібліотеки для дітей починається з моменту відновлення її діяльності на території підконтрольній українській владі.

## Історія та сучасність
Коротка історична довідка:

Донецька обласна бібліотека для дітей відновила діяльність на території підконтрольній українській владі в м. Маріуполь на базі Центральної дитячої бібліотеки, яка є найстарішою дитячою бібліотекою м. Маріуполя. Маріупольська Центральна дитяча бібліотека була заснована у 1930 році. На жаль, архівні матеріали, які б більш детально розповіли про бібліотеку, не збереглися. Відомо, що під час Другої світової війни частина архівів була вивезена до Ленінграду, решта – спалена нацистськими окупантами. Був спалений і книжковий фонд бібліотеки. Немає даних і про бібліотекарів, що працювали в ті далекі роки. Відомо лише одне ім’я: бібліотекарка Лідія Павлова, 1922 року народження, безпартійна. В 1942 році за переховування радянських військовополонених Лідія Павлова була розстріляна.

З 1943 року Центральна міська дитяча бібліотека ім. М. Горького святкувала свій день народження 19 грудня, бо саме в цей день, 19 грудня 1943 року – рівно через 100 днів після визволення міста від німецько-фашистських загарбників, бібліотека гостинно відкрила свої двері.

У лютому 1976 року дитячі бібліотеки м. Жданов (з 1989 р. знову Маріуполь) були об'єднані в централізовану бібліотечну систему для дітей. Методичним центром для дитячих бібліотек міста стала Центральна дитяча бібліотека ім. М. Горького (у 2016 році була перейменована в Центральну дитячу бібліотеку). Центральна дитяча бібліотека для дітей м. Маріуполя обслуговувала користувачів до 1 квітня 2019 року. 

Сучасний стан:

2018 рік  - Комунальний заклад культури «Донецька обласна бібліотека для дітей» (далі - ДОБД) розпочав свою діяльність на підконтрольній українській владі території з призначення (03.09.2018 року) директором – Василенко Юлії Станіславівни.

2019 рік - діяльність обласної книгозбірні відновлена на базі Центральної дитячої бібліотеки  комунальної установи «Централізована бібліотечна система для дітей» міста Маріуполь та стала її наступником.   Початком роботи ДОБД було оформлення установчих документів, відкриття рахунків та вирішення питань з ареною приміщення. Головна дитяча книгозбірня Донеччини  почала свою діяльність на площі 47.7 м2 та із штатом 7 працівників (грудень 2018 року), на яких були покладені обов’язки з організації та налагодження повноцінного функціонування ДОБД.

З 01.04.2019 року ДОБД починає обслуговувати користувачів, колектив бібліотеки складається з 26 працівників, площа орендованого приміщення 388,6 м2, бібліотечний фонд 35340 примірників книг та періодичних видань (фонди передані з Центральної дитячої бібліотеки м. Маріуполь). Для забезпечення функціонування ДОБД, надання якісних бібліотечних послуг користувачам і формування матеріально-технічної бази з обласного бюджету були виділені кошти в сумі 2,4 млн. грн. для поповнення бібліотечного фонду,  301300 грн. для оснащення бібліотеки технічними засобами. Був створений дизайн-проект та відповідно до нього відремонтований та обладнаний зал обслуговування дітей дошкільного та молодшого шкільного віку.

2020 рік - працюють 42 працівники, які забезпечують якісне обслуговування користувачів та здійснюють інші завдання, покладені на бібліотеку.  Бібліотека обслуговує більше 10 тис. користувачів.  Юні відвідувачі їдуть до бібліотеки  з усіх куточків адже, крім сучасного інтер'єру, дизайнерських меблів, нової техніки, нових цікавих книжок, їх чекає творчий колектив фахівців, дії якого направлені на перетворення кожного відвідування бібліотеки на цікаву та корисну подію.

## Відділи
Структура бібліотеки:

- Адміністрація;
- Бухгалтерська служба;
- Відділ комплектування фондів та каталогізування документів;
- Відділ дитячого та сімейного читання - обслуговування дітей дошкільного віку та учнів 1-4 класів (абонемент, читальна зала);
- Відділ розвитку підліткового читання - обслуговування дітей та підлітків  від 10 до 18 років (абонемент, читальна зала);
- Відділ естетичного виховання  та соціокультурної діяльності (абонемент, читальна зала);
- Відділ методичної роботи та бібліотечного маркетингу;
- Інформаційно-бібліографічний відділ;
- Відділ інформаційних технологій та електронних ресурсів;
- Відділ господарсько-технічного забезпечення.

## Користувачі
Послугами ДОБД користуються понад 10 тис. користувачів. За рік видається понад 13 тис. документів.  Обслуговування у бібліотеці здійснюється диференційно за віковими параметрами.
Відділ дитячого та сімейного читання надає послуги користувачам від народження до 10 років, раді бачити у відділі також жінок при надії. Для батьків дітей дошкільного та молодшого шкільного віку працює «Батьківський клуб» та надаються консультації  бібліотечного психолога. Особлива увага приділяється родинам, які виховують дітей з інвалідністю, це: пошук талановитих дітей та експонування їх творчих робіт в Арт-галереї «Зроби крок», постійно діюча виставка «Світ на кінчиках пальців», інклюзивна Арт-майстерня «Барвистий світ», тематичні виставки для батьків які виховують особливих дітей.
Завдяки вільному доступу до літератури,  читачі можуть самостійно вибирати книги на допомогу у навчальному процесі, а також казки, оповідання, науково-пізнавальні видання. До уваги користувачів великий вибір періодичних видань.  В бібліотеці розташований комфорт-простір «Читаємо з задоволенням» діяльність якого направлена на  підтримку комфортного читання всією родиною. Простір поповнюється новими книгами, розвиваючими іграми, наборами для творчості, конструкторами. Він обладнаний зручними сучасними  меблями та приладдям. Відвідують комфорт-простір  також діти з родин учасників АТО/ООС та числа внутрішньо переміщених осіб.
Відділ розвитку підліткового читання до послуг підлітків та молоді – абонемент та читальний зал. Одними з пріоритетних напрямків діяльності відділу є промоція книги та читання. З цією метою реалізується  творчій проєкт «Читай  без обмежень! Читай в бібліотеці». В межах проекту проходить акція «Книга - року», яка дає змогу кожному відвідувачу відділу стати справжнім «книжковим експертом». Суть  акції визначення бестселеру-року серед книжкових новинок. До уваги експертів-любителів читання, книжкові новинки серед яких обираються зимовий, весняний, літній та осінній хіти. Наприкінці року  визначається Бестселер року та Читач року з числа самих активних та читаючих дітей. Для кращого розкриття фонду у відділі оформлена і постійно оновлюється інтерактивна виставка–заклик РавУля_рекомендує. РавУля - це м’яка іграшка равлика, яка живе в бібліотеці на підвіконні. Кожного дня вона пропонує нову книгу, і користувачі прислухаються до її КнигоЛюбческих порад. 
Робота з читачами у відділі  ведеться і у нових форматах: активно працюють творчі майстерні і  шалена лабораторія «Похімічемо?». В цієї лабораторії діти проводять експерименти, дослідження та знайомляться з науково-популярною літературою. Простий, легкий дослід, який проводиться в бібліотеці діти можуть зробити вдома з батьками. Цей проєкт виявився досить вдалим та популярним серед підлітків, тому для шанувальників шаленої лабораторії створюються відео-уроки. Всі досліди  цілком безпечні, пізнавальні та яскраві.   
Відділ естетичного виховання та соціокультурної діяльності представляє користувачам: довідкову, навчальну, пізнавальну літературу  та періодичні видання з рідних видів мистецтв, психології і естетики, фонд художніх альбомів та нотних видань. У відділі також працює молодіжний  простір, якій оснащений рідерами для читання та інформаційними зонами з QR-кодами книг популярних авторів. Це - простір  для спілкування та проведення зустрічей, презентацій, майстер-класів, реалізації проектів. Молодіжна зона має все необхідне для дозвілля та спілкування. У цьому просторі молоді люди мають можливість зайняти себе настільними іграми, послухати музику, пограти на музичних інструментах та організувати імпровізований концерт.
Неформальна освіта, проведення тренінгів з фінансової та правової грамотності, розвитку особистості та лідерських якостей – для цього у відділі реалізується Програма соціалізації підлітків та молоді, а Spiker club «Говоримо про…» дає можливість кожному відвідувачу стати спікером та поспілкуватися на хвилюючу тему. Для молоді розробляються книжкові виставки з інсталяціями, які відрізняються як формою, так і змістом.
Донецька обласна бібліотека для дітей працює не лише над розвитком читання, а й взялася до реалізації «Творчого марафону» який складається з цілої купи майстерень.  В бібліотеці можна провести  час: читаючи, граючи в настільні ігри і навіть співаючи, розвинути  творчі здібності та опанувати  вміння працювати у різних техніках. Зробити подарунки для своїх близьких та рідних можливо в творчих майстернях: «Смайлик» (3+), «Творчий дотик» (5+), «Майстер «Я» (10+), Етно-майстерня «Коло» (10+). Для юних художників працює безкоштовні майстерні  «Малярик і Ко» (5+) та Акварельна галявинка «Веселий пензлик» (10+) .
Бібліотека для всіх, читай, твори, відпочивай, спілкуйся!

## Електронні ресурси
Сьогодні в бібліотеці налічується 26  одиниць комп’ютерної техніки, 11 одиниць мультимедійного обладнання, в тому числі мультимедійна дошка та рідери для читання. 
У  2020 році створено офіційний WEB-сайт  та сторінки бібліотеки у соціальних мережах Facebook,  Instagram  та Канал YouTube [Архівовано 2 січня 2020 у Wayback Machine.].  Офіційний сайт ДОБД забезпечує представлення інформації про діяльність книгозбірні в мережі Інтернет. Постійно ведеться робота над наповненням та редагуванням розділів і рубрик сайту:
- топ інформація: останні новини та події;
- афіша бібліотечних подій;
- книжкові новинки;
- віртуальний вернісаж;
- твоя Донеччина;
- читай без обмежень;
- бібліотечна інклюзія;
- інформаційні ресурси бібліотеки;
- кейс бібліотечних порад (для бібліотечних фахівців).

У 2020 розпочалась робота по створенню Електронного каталогу ДОБД.

## Фонди
На 01.01.2020 р. у фондах обласної бібліотеки для дітей налічується 53542 примірники документів (із них 83% - книги, 14% - періодичні видання, 3% - аудіовізуальні та  електронні видання).  У фондах зібрано найкращу  художню літературу  для дітей вітчизняних та зарубіжних авторів, літературу з питань мистецтва, довідкові видання, книги на допомогу освітньому  процесу, аудіо книги, нотні видання, фахові видання та документи для вищої школи. Нові книги з фондів книгозбірні представлені на Вебсайті бібліотеки у розділі  Книжкові новинки.

## Методична діяльність
Методична діяльність – це постійний пошук нових шляхів для вирішення важливих завдань: інформаційно-консультативна підтримка бібліотек, як культурно інформаційних центрів регіону; оновлення традиційних та пошук інноваційних форм роботи; створення позитивного іміджу не тільки кожної бібліотеки, а й кожного бібліотечного фахівця; розвиток професійних контактів з бібліотеками інших систем; популяризація кращого досвіду бібліотек.
Основні напрями методичної діяльності:
- методичний супровід основних напрямків роботи бібліотек регіону;
- інформування та консультування фахівців бібліотек області з професійних питань;
- аналіз стану та розвитку бібліотечної діяльності бібліотек області;
- вивчення передового зарубіжного та вітчизняного бібліотечного досвіду;
- пошук та впровадження нових форм і методів бібліотечної роботи;
- оперативне реагування на зміни у потребах підрозділів бібліотеки та удосконалення роботи ДОБД;
- вдосконалення навиків роботи бібліотечного персоналу ДОБД;
- підвищення кваліфікації бібліотечних фахівців ДОБД та бібліотек області;
- підготовка та видання методичних матеріалів рекомендаційного характеру з актуальних питань діяльності бібліотеки;
- пошук цікавих ідей, які сприяють вдосконаленню методичної роботи, посиленню її практичної спрямованості.

Кваліфікований методичний супровід та керівництво вимагають від бібліотеки наявності спеціалістів з глибокими професійними знаннями, які в повній мірі володіють навичками інформаційної грамотності, орієнтуються в різноманітних інформаційних ресурсах, вміють їх аналізувати та застосовувати в своїй роботі. Тому найбільш пріоритетним напрямком методичної діяльності ДОБД є підвищення кваліфікації та оволодіння бібліотечними фахівцями новими компетенціями. З цією метою проводяться цикли відповідних заходів: семінари, школи, тренінги тощо.

## Акції. Фестиваль. Конкурси.
Активними формами роботи з читачами є проведення акцій, фестивалів, конкурсів.

#### Конкурси
Конкурс – есе «Діти єднають Україну» (до 100-річчя від дня проголошення Акту возз’єднання Української Народної Республіки та Західноукраїнської Народної Республіки). Мета конкурсу: підвищення значущості національно-патріотичної ідеї, формування у дітей та молоді високої громадянської свідомості та знань про історію України, розвиток творчих здібностей, підтримка обдарованої молоді. Конкурс стартував за ініціативи Національної бібліотеки України для дітей, ГО «Українська  асоціація працівників бібліотек для дітей», Національної секції IBBY, Української асоціації видавців та книго-розповсюджувачів, Творчого об’єднання дитячих письменників Національної спілки письменників України та за підтримки Міністерства культури, молоді і спорту України.
Конкурсні роботи, відрізнялися високим рівнем виконання, натхненністю і індивідуальністю. У кожній творчій роботі відчувалося особисте ставлення авторів до таких тем як почуття української ідентичності, національної самосвідомості, неймовірної любові до країни, турботи про свій народ та особистого бажання брати участь у становленні України, як правової, демократичної, та головне, єдиної та нероздільної держави. До участі у конкурсі були допущені 36 творчих робіт. Члени журі визначили по три переможці в кожній віковій категорії:
Вікова категорія 10-14 років: І місце: Тендітна Поліна, 12 років, м. Лиман; ІІ місце: Бакланова Анастасія, 14 років, м. Селидове; ІІІ місце: Белицька Євгенія, 13 років, м. Родинське.
Вікова категорія 15-18 років: І місце: Овсяницька Ганна, 18 років, Мангушський район, с. Дем'янівка; ІІ місце: Іашвілі Софія, 15 років, м. Селидове; ІІІ місце: Кузьмін Єгор, 15 років, м. Селидове. Роботи фіналістів першого (обласного) етапу були направлені в НБУ для дітей для участі в другому етапі. З радістю і гордістю ми дізналися, що наші талановиті дівчата — Тендітна Поліна (12 років), м. Лиман та Овсяницька Ганна (18 років), с. Дем’янівка Мангушського району Донецької області зайняли ІІ та ІІІ місця у Всеукраїнському етапі конкурсу. Ми дуже пишаємось нашими талановитими читачами і тим, що на донецькій землі ростуть справжні патріоти, діти які всім серцем люблять та вболівають за майбутнє України.
Всеукраїнській конкурс «Лідер читання» - Конкурс проводився за ініціативи Національної бібліотеки України для дітей за сприянням Міністерства культури, молоді і спорту України, Української асоціації працівників бібліотек для дітей, Національної секції Міжнародної ради з дитячої та юнацької книги (IBBY).
Учасниками Конкурсу були діти-читачі (учні 6-7 класів, переможці визначалися за кількістю прочитаних книг за певний відрізок часу. Призерами обласного етапу конкурсу стали: Могилевич Оксана (м. Селидове), Черевач Вікторія (м. Краматорськ) та Гезенко Іван (м. Бахмут). Переможцем конкурсу Лідер читання – 2019 у Донецькій області став Олексій Грабовецький (м. Маріуполь), найкращий читач відділу розвитку підліткового читання ДОБД. До участі у наступному етапі Конкурсу Олексій Грабовецький підготував буктрейлер за книгою Корнелії Функе «Мисливці за привидами в замку жахів». Саме він представляв Донеччину на святковому фіналі Всеукраїнського конкурсу «Лідер читання».
Всеукраїнський дитячий літературний конкурс «Творчі канікули».
Організаторами конкурсу є: Національна секція Міжнародної ради з дитячої книги (ІВВY), Національна спілка письменників України, Українська асоціація працівників бібліотек для дітей, Фонд Миколи Томенка «Рідна країна», Національна бібліотека України для дітей.
Конкурс проводився серед літературно-обдарованих читачів-учнів у двох вікових категоріях: діти від  11 до 13 років та молоді люди віком 15-18 років. В конкурсі взяли участь діти з усіх куточків Донецької області. Переможцями І обласного туру стали: Руда Тетяна, м. Новогродівка – взяла участь одразу у двох номінаціях: «Так, я люблю Україну», та в  номінації «Безмежний світ моєї уяви», вікова категорія 11-13 років. Тендітна Поліна, м. Лиман - брала участь у двох номінаціях: «Знайомтеся – це ми!», та номінація «Природа – джерело натхнення та краси», вікова категорія 11-13 років. Ребенчук В’ячеслав, м. Слов’янськ став переможцем у номінації «Так, я люблю Україну», вікова категорія 14-18 років; Колесник Єлизавета, м. Лиман – переможниця в номінації «Моя майбутня професія», вікова категорія 14-18 років. Роботи фіналістів першого (обласного) туру були направлені в НБУ для дітей м. Київ, де відбувся другий етап визначення переможців. За результатами конкурсу було видано збірку кращих дитячих творів, куди увійшли твори найкращих читачів Донецької області Тендітної Поліни (м. Лиман); Ребенчука В’ячеслава (м. Слов’янськ); Колесник Єлизавети (м. Лиман). Ми дуже раді, що Донецька область багата на талановитих читачів, яких відтепер знає уся Україна!

#### Фестивалі
Фестиваль «Французькі канікули» до Дня Франції. Працівники ДОБД підготували локації, які знайомили дітей з літературним та культурним життям французів: GameЗанурення у літературний світ Франції «Гранд вояж in France». Головною  подією для учасників фестивалю, була подорож до столиці французьких ароматів - міста Грасс, де для дітлахів пройшов майстер-клас з виготовлення парфумів. 
Книжковий фестиваль Open Book.  ДОБД представила жителям міста дитячий пізнавально-розважальний простір «Книжкові прибульці».
Фестиваль «Вільний Маріуполь», проходив в межах заходів 5-річчя звільнення від російської окупації міст східної України «Вертаємо своє». Для маленьких мешканців міста були проведені інтелектуальні ігри, краєзнавча вікторина «Україна-Донеччина-Маріуполь», історичні та краєзнавчі ігри «Пам’ятники Донецької області» та «Хто краще знає історію краю?». Юні художники відобразили своє бачення визволення рідного міста та регіону під час конкурсу малюнків на асфальті «Слідами героїчних подій».

## Проєктна діяльність
ДОБД реалізує наступні проєкти:
Проєкт ПУЛЬС «Розробка курсу на зміцнення місцевого самоврядування в Україні»: ДОБД у партнерстві з ГО «Фонд розвитку Маріуполя», взяла участь у реалізації проєкту ПУЛЬС «Розробка курсу на зміцнення місцевого самоврядування в Україні», який виконувався з Асоціацією міст України в партнерстві з Радою міжнародних наукових досліджень та обмінів IREX/Україна за фінансової підтримки Агентства США з міжнародного розвитку (USAID). Проєкт «Пульс» направлений на вирішення багатьох стратегічних питань щодо реформи децентралізації та створення ОТГ. Тому для обласної бібліотеки було вкрай важливо налагодити конструктивний діалог між мешканцями та владою, спільно розглянути сценарії створення майбутніх ОТГ, і саме бібліотека стала суспільним майданчиком для спілкування з громадою. До проєкту була залучена молодь та, звісно, громадяни всіх вікових категорій.
Проєкт «Бібліотечні інновації: разом у майбутнє»: мета проєкту розвиток та впровадження в діяльність бібліотеки інноваційних форм роботи та новітніх підходів щодо обслуговування користувачів. Проєкт також направлений на участь у Міжрегіональному Ярмарку бібліотечних інновацій «Бібліо@креатив».
Проєкт «Берегиня»: мета проєкту створення простору комфортного для вивчення українських народних традицій, опанування вміння власноруч робити народні обереги, тим самим виховуючи у дітей та підлітків любов до традицій українців. Діти, які відвідують заходи, розкривають для себе нові сторінки історії України, знайомляться з культурою та етнографією. В бібліотечній майстерні, діти дізнаються про народні вірування, свята, обряди та обереги пов’язані з історією українського народу.  
Проєкт Арт-Галерея талантів «Зроби крок»: мета проєкту підтримка талановитих дітей та підлітків, надання можливості проявити себе та розкрити свої таланти в новому середовищі. Дитячі роботи, це завжди несподіваний погляд на світ, неймовірний політ фантазії, в кожну роботу вкладено душу й чисту дитячу любов.  Дитяча творчість, краще ніж будь-які слова, розповідають – який чудовий світ, в якому ми живемо. Творчі роботи, які презентуються в рамках проєкту дарують відчуття свята: яскраві кольори, посмішки людей, які дарують один одному квіти і вірять, що все буде добре!
Проєкт Академія розвитку «Бібліо-Puzzle»: мета проєкту залучення нових читачів та формування власного іміджу, покращення якості бібліотечних послуг.  Інноваційний проєкт «Академія розвитку «Бібліо-Puzzle», щось на кшталт дитячої «розвивалки». Цей проект направлений на розвиток дитячої творчості, читання, організацію дитячого дозвілля. Основними напрямками суботніх програм Академії розвитку є: відродження традиції сімейного читання,  поєднання читання та пізнання з розвагою; творчий та інтелектуальний розвиток дитини, розвиток фантазії, естетичного смаку, сприяння позитивному відношенню дитини до оточуючого світу; розкриття хисту до винахідництва, розвинення у дитини розмовних здібностей та вміння складати казки та історії.
Проєкт «Робота з молоддю»: мета проєкту отримання неформальної освіти в бібліотеці. Хід реалізації проєкту: організація та проведення заходів для підлітків та молоді направлених на розвиток навичок та вмінь, необхідних для повноцінної соціальної інтеграції та успішного самостійного життя. Заходи, які проводяться в межах проекту направлені на:  мотивацію підлітків до свідомого вибору професії, яка б відповідала їх здібностям та інтересам; розвиток навичок самостійного вирішення життєвих проблем та планування власного життя в цілому (планування бюджету, раціональне планування часу, тощо); формування у підлітків цілісного розуміння соціальних прав, відповідальної поведінки й активної громадянської позиції; розкриття особистісного потенціалу; відпрацювання навичок успішного спілкування; усвідомлення поняття гендерної рівності; формування уявлень щодо толерантності до себе та до оточуючих.
Проєкт реалізується у в співпраці з ГО «Маріупольська Спілка Молоді» і направлений на отримання неформальної освіти в стінах бібліотеки. В межах реалізації проєкту дію
- Spiker клуб «Говоримо про…» - працює щосуботи, збираючи однодумців та обговорюючи найболючіші теми та проблеми молодіжного життя; теми зустрічей: «Екологічні питання…Щоб я зробив, якби був мером міста?», «Гарний вчинок – погані наслідки», «Хронометр. Як правильно планувати свої справи» та багато інших;

- тренінгова програма «Складові успіху» або, «Як стати лідером?» - для підлітків був розроблений цикл тренінгів направлених на розкриття особистого потенціалу, формування уявлення про успіх та лідерство. Програма  складається з 7 модулів:  21 тренінг для підлітків та молоді віком від 14 до 21 року.

Проєкт «Бібліотека виходить в онлайн»: це інтернет-проєкт з підвищення читацької та комунікативної активності, якій включає до себе: цикл гучних читань «Казка на ніч» для малюків; #Родинні_читання «#Читаємо_разом_українське» учасники батьки та діти; Читацькі поради «Читаймо вдома» учасники діти-читачі; #СімДнівКольоровогоЧитання  #ВеселковіПосиденьки  (колір настрою – читання). За кожним напрямком знімаються відео-ролики різної направленості. Детальніше на сторінці у Facebook.
ДОБД буде і надалі успішно працювати задля залучення нових користувачів та складання позитивного іміджу бібліотеки серед мешканців громади.

## Адреса
пр. Металургів, 29, м. Маріуполь, Донецька обл., Україна,  87555